# 특이 기수 가설
집합론에서 특이 기수 가설(特異基數假說, 영어: singular cardinals hypothesis, 약자 SCH)은 기수의 거듭제곱이 연속체 함수 {\displaystyle \kappa \mapsto 2^{\kappa }}로부터 완전히 결정된다는 명제이다. 통상적인 집합론 공리계(선택 공리를 추가한 체르멜로-프렝켈 집합론)와 독립적이다.

## 정의
특이 기수 가설 {\displaystyle {\mathsf {SCH}}}에 따르면, 모든 무한 기수 {\displaystyle \kappa }에 대하여 다음이 성립한다.
{\displaystyle \gimel (\kappa )=\max\{\kappa ^{+},2^{\operatorname {cf} \kappa }\}}
여기서 {\displaystyle \gimel }은 기멜 함수이며, {\displaystyle \operatorname {cf} }는 공종도이다.

## 성질
무한 정칙 기수의 경우 특이 기수 가설은 자명하게 성립한다. 또한, 적어도 하나 이상의 강콤팩트 기수보다 더 큰 특이 기수에 대하여, 특이 기수 가설이 성립한다. 이는 로버트 솔로베이(영어: Robert Solovay)가 증명하였다. 즉, 특이 기수 가설은 "대부분의" 기수에 대하여 참이다.
만약 체르멜로-프렝켈 집합론이 무모순적이라면, 특이 기수 가설은 선택 공리를 추가한 체르멜로-프렝켈 집합론과 무모순적이다.
{\displaystyle \operatorname {Con} ({\mathsf {ZF}})\implies \operatorname {Con} ({\mathsf {ZFC}}+{\mathsf {SCH}})}
만약 미첼 순서(영어: Mitchell order)가 {\displaystyle \kappa ^{++}}인 가측 기수 {\displaystyle \kappa }가 존재한다면, 특이 기수 가설의 부정 역시 선택 공리를 추가한 체르멜로-프렝켈 집합론과 무모순적이다. (이는 초콤팩트 기수의 존재보다 약한 가정이다.)

### 특이 기수 가설을 함의하는 명제
일반화 연속체 가설 {\displaystyle {\mathsf {GCH}}}은 특이 기수 가설을 함의한다. 일반화 연속체 가설을 가정하면 모든 무한 기수에 대하여
{\displaystyle \gimel (\kappa )=\kappa ^{+}\geq 2^{\operatorname {cf} \kappa }}
가 성립한다.
고유 강제법 공리(영어: proper forcing axiom) {\displaystyle {\mathsf {PFA}}} 또한 특이 기수 가설을 함의한다. 고유 강제법 공리는 {\displaystyle 2^{\aleph _{0}}=\aleph _{2}}를 함의하므로, 연속체 가설과 모순된다.

## 참고 문헌
- Gitik, Moti; Magidor, Menachem (1992). 〈The singular cardinal hypothesis revisited〉.   Judah, Haim; Just, Winfried; Woodin, Hugh. 《Set Theory of the Continuum》. Mathematical Sciences Research Institute Publications (영어) 26. Springer. doi:10.1007/978-1-4613-9754-0_16. ISBN 978-1-4613-9756-4.
- Kojman, Menachem (2012). 〈Singular cardinals: from Hausdorff’s gaps to Shelah’s pcf theory〉.   Gabbay, Dov M.; Kanamori, Akihiro; Woods, John. 《Sets and extensions in the twentieth century》 (영어). North-Holland. 509–558쪽. ISBN 978-044451621-3. Zbl 1255.03008. 2016년 9월 13일에 원본 문서 (PDF)에서 보존된 문서. 2016년 8월 14일에 확인함.
- Jech, Thomas (1995년 12월). “Singular cardinals and the pcf theory” (PDF). 《The Bulletin of Symbolic Logic》 (영어) 1 (4): 408–424. ISSN 1079-8986. JSTOR 421130. MR 1369170. Zbl 0849.03040. 2011년 7월 21일에 원본 문서 (PDF)에서 보존된 문서. 2015년 1월 5일에 확인함.